# Tipasa omariusalis
Tipasa omariusalis är en fjärilsart som beskrevs av Walker 1859. Tipasa omariusalis ingår i släktet Tipasa och familjen nattflyn. Inga underarter finns listade i Catalogue of Life.